# Hendrik III van Hessen
Hendrik III van Opper-Hessen bijgenaamd de Rijke (Spangenberg, 15 oktober 1440 - Marburg, 13 januari 1483) was van 1458 tot 1483 landgraaf van Opper-Hessen. Hij behoorde tot het huis Hessen.

## Levensloop
Hendrik was de tweede zoon van landgraaf Lodewijk I van Hessen en Anna van Saksen, dochter van keurvorst Frederik I van Saksen.
Landgraaf Lodewijk I van Hessen had in zijn laatste wil gespecifieerd dat Hendrik en zijn oudere broer Lodewijk II Hessen gelijk moesten verdelen, maar bij zijn dood in 1458 was dit testament al verdwenen. Lodewijk II nam Neder-Hessen in met als hoofdstad Kassel, terwijl Hendrik III Opper-Hessen innam met als hoofdstad Marburg. Hendrik kreeg zijn bijnaam de Rijke door zijn huwelijk met Anna van Katzenelnbogen en de territoriale winsten die zij als erfgename had meegebracht. Deze landerijen betekenden een enorme fortuinswinst voor Hendrik III, vooral door de lucratieve inkomsten vanuit de tolheffing van de Rijn.
Niettemin kwam het tot een dispuut tussen Hendrik en zijn broer over de precieze verdeling van het landgraafschap Hessen dat meer dan tien jaar zou duren. Verschillende verdelingsverdragen en bemiddelingspogingen hadden geen effect en het dispuut escaleerde in 1468/1469 tot een open conflict, de zogenoemde Broederoorlog van Hessen. Nadat de derde broer Herman, de latere aartsbisschop van Keulen, een vredesverdrag had opgesteld, kwam het tot hernieuwde onderhandelingen over de verdeling van Hessen. Als resultaat werd er in 1470 tijdens de bijeenkomst van de Staten van Hessen een akkoord gesloten dat de traditionele grens tussen Neder- en Opper-Hessen vastlegde. Enkele details over de verdeling bleven echter onopgelost, maar verdere onderhandelingen waren niet meer nodig door de dood van Lodewijk II in 1471. Hendrik nam vervolgens de voogdij van Lodewijks zonen op zich, waardoor hij tot aan zijn eigen dood in 1483 zowel Neder- als Opper-Hessen bestuurde. Zijn zoon Willem III volgde hem op als markgraaf van Opper-Hessen.

## Huwelijk en nakomelingen
Op 30 augustus 1458 huwde Hendrik III in Sankt Goar met Anna van Katzenelnbogen (1443-1494), dochter van graaf Filips I van Katzenelnbogen. Ze kregen zes kinderen:
- Frederik (1459), jong gestorven
- Lodewijk III (1460-1478), medelandgraaf van Hessen.
- Elisabeth (1466-1523), huwde in 1482 met graaf Jan V van Nassau-Dillenburg
- Willem III (1471-1500), landgraaf van Hessen
- Mathilde (1473-1505), huwde in 1489 met hertog Johan II van Kleef
- Hendrik (1474), jong gestorven

Ook had Hendrik III bij ene Christina een buitenechtelijke dochter Kunzel Dietz, een voorouder van de Duitse dichter Johann Wolfgang von Goethe.

## Voorouders
| Voorouders van Hendrik III van Neder-Hessen | Voorouders van Hendrik III van Neder-Hessen                      | Voorouders van Hendrik III van Neder-Hessen                      | Voorouders van Hendrik III van Neder-Hessen                              | Voorouders van Hendrik III van Neder-Hessen                              | Voorouders van Hendrik III van Neder-Hessen                                      | Voorouders van Hendrik III van Neder-Hessen                                      | Voorouders van Hendrik III van Neder-Hessen                                       | Voorouders van Hendrik III van Neder-Hessen                                       |
| ------------------------------------------- | ---------------------------------------------------------------- | ---------------------------------------------------------------- | ------------------------------------------------------------------------ | ------------------------------------------------------------------------ | -------------------------------------------------------------------------------- | -------------------------------------------------------------------------------- | --------------------------------------------------------------------------------- | --------------------------------------------------------------------------------- |
| Overgrootouders                             | Lodewijk van Hessen (1305-1345) ∞ Elisabeth van Sponheim (-)     | Lodewijk van Hessen (1305-1345) ∞ Elisabeth van Sponheim (-)     | Frederik V van Neurenberg (1333-1398) ∞ Elisabeth van Meißen (1329-1375) | Frederik V van Neurenberg (1333-1398) ∞ Elisabeth van Meißen (1329-1375) | Frederik III van Meißen (1332-1381) ∞ Catharina van Henneberg (1334-1397)        | Frederik III van Meißen (1332-1381) ∞ Catharina van Henneberg (1334-1397)        | Hendrik de Milde van Brunswijk-Lüneburg (–1416) ∞ Sophia van Pommeren (1370–1406) | Hendrik de Milde van Brunswijk-Lüneburg (–1416) ∞ Sophia van Pommeren (1370–1406) |
| Grootouders                                 | Herman II van Hessen (1341-1413) ∞ Margaretha van Neurenberg (-) | Herman II van Hessen (1341-1413) ∞ Margaretha van Neurenberg (-) | Herman II van Hessen (1341-1413) ∞ Margaretha van Neurenberg (-)         | Herman II van Hessen (1341-1413) ∞ Margaretha van Neurenberg (-)         | Frederik I van Saksen (1370-1428) ∞ Catharina van Brunswijk-Lüneburg (1395-1442) | Frederik I van Saksen (1370-1428) ∞ Catharina van Brunswijk-Lüneburg (1395-1442) | Frederik I van Saksen (1370-1428) ∞ Catharina van Brunswijk-Lüneburg (1395-1442)  | Frederik I van Saksen (1370-1428) ∞ Catharina van Brunswijk-Lüneburg (1395-1442)  |
| Ouders                                      | Lodewijk I van Hessen (1402-1458) ∞ Anna van Saksen (1420-1462)  | Lodewijk I van Hessen (1402-1458) ∞ Anna van Saksen (1420-1462)  | Lodewijk I van Hessen (1402-1458) ∞ Anna van Saksen (1420-1462)          | Lodewijk I van Hessen (1402-1458) ∞ Anna van Saksen (1420-1462)          | Lodewijk I van Hessen (1402-1458) ∞ Anna van Saksen (1420-1462)                  | Lodewijk I van Hessen (1402-1458) ∞ Anna van Saksen (1420-1462)                  | Lodewijk I van Hessen (1402-1458) ∞ Anna van Saksen (1420-1462)                   | Lodewijk I van Hessen (1402-1458) ∞ Anna van Saksen (1420-1462)                   |
| Hendrik III van Neder-Hessen (1440-1483)    |                                                                  |                                                                  |                                                                          |                                                                          |                                                                                  |                                                                                  |                                                                                   |                                                                                   |